# Megaselia densa
Megaselia densa är en tvåvingeart som beskrevs av Bridarolli 1951. Megaselia densa ingår i släktet Megaselia och familjen puckelflugor. Inga underarter finns listade i Catalogue of Life.